# Koha Csaba
Koha Csaba (Őscsanád, 1946. augusztus – Jászberény, 1991. december 1.) konyhafőnök, mesterszakács. Sportvezetője volt a jászberényi Lehel SC jégkorong szakosztálynak.

## Életrajza
1960-ban került Szegedre szakácstanulónak. A szakma rejtelmeibe Hansági Ferenc szakácsmester vezette be a szegedi Hungária Szálló éttermében. Később átkerült az Alföldi Vendéglátó Vállalat által üzemeltetett debreceni étterembe konyhafőnöknek, majd rövid ideig Budapesten is dolgozott.
1971-ben került Jászberénybe az Alföldi Vendéglátó Vállalat áthelyezésével, a Lehel hűtőgépgyár üzemi étkezdéje vezetőjének. Itt létrehozta a gyár vezetőivel a Lehel Gyöngyét. 1985-ben megnyitotta az étteremhez kapcsolva a Hotel Lehel Gyöngyét is.
Szakácsként megfordult Németországban, Franciaországban, Olaszországban, Belgiumban, Romániában és Lengyelországban. Egy évig vendégszakácsként dolgozott Svájc fővárosában, Bernben.
Híres receptje alapján készül a „Pandúr gulyásleves", a jászberényi mesterszakács által megalkotott étel azért különleges, mert belsőségeket - velőt, májat - is tartalmaz, s tejszínnel habarják be.
Koha Csaba neve szorosan összefonódott a jászberényi Lehel SC jégkorongcsapatával. Létrehozott egy csapatot, amely országos figyelmet keltve bajnok lett (1990/91-es bajnokságban) és legendás meccseken szórakoztatott egy várost.